# Petrelas slott

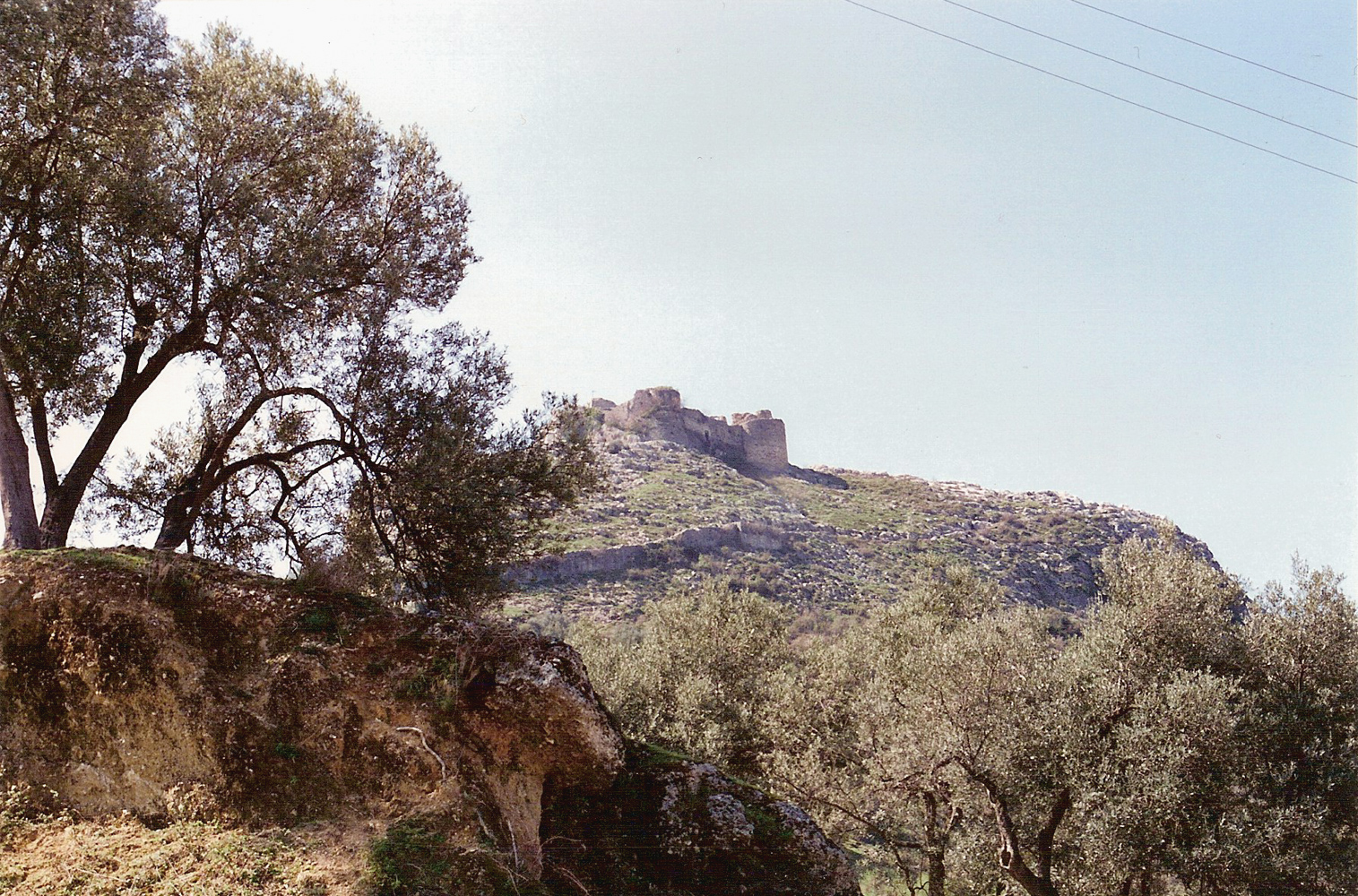

Petrelas slott är ett slott i Petrela.
Tornet är från 500 e.Kr. och användes av kejsar Justinianus I för att beskydda invånarna i Durrës. Tornet användes under Skanderbegs krig mot osmanerna; hans syster Mamica bodde där och beskyddade slottet men till slut intogs det av osmanska soldater och användes som garnison.